# Jaden McDaniels
Jaden McDaniels (Federal Way, 2000. szeptember 29. –) amerikai kosárlabdázó, a Minnesota Timberwolves játékosa a National Basketball Associationben (NBA). Egyetemen a Washington Huskies játékosa volt, mielőtt a Federal Way Középiskola színeiben kosárlabdázott, ahol beválasztották a McDonald’s All-American gálára és megválasztották az állam legjobbjának, illetve állami rekord 63 mérkőzést nyert meg csapatával. A 2019-es középiskolai osztály egyik legjobb játékosának tartották. Kiemelkedő védekező képességekkel rendelkezik.
Egyetemi pályafutása kezdetekor szóba esett az is, hogy esetleg az első helyen fogják kiválasztani a 2020-as NBA-drafton. Tizenhárom pontot és 5,8 lepattanót átlagolt egyetlen szezonjában, ami után bejelentette részvételét a drafton. Végül a 28. helyen választotta a Los Angeles Lakers, de azonnal az Oklahoma City Thunder, majd a Minnesota Timberwolves csapatához került, ahol végül megkezdte profi pályafutását. Három évvel később 138 millió dolláros szerződést írt alá az északi csapattal. A 2023–2024-es szezonban védekezési teljesítményeiért elismerést kapott a második védekező csapatban.

## Statisztika

### Egyetem
| Év        | Csapat             | JM | KM | JP/M | MG%  | 3P%  | BD%  | LP/M | GP/M | L/M | B/M | P/M  |
| --------- | ------------------ | -- | -- | ---- | ---- | ---- | ---- | ---- | ---- | --- | --- | ---- |
| 2019–2020 | Washington Huskies | 31 | 21 | 31,1 | .405 | .339 | .763 | 5,8  | 2,1  | 0,8 | 1,4 | 13,0 |
| Karrier   | Karrier            | 31 | 21 | 31,1 | .405 | .339 | .763 | 5,8  | 2,1  | 0,8 | 1,4 | 13,0 |

### NBA

#### Alapszakasz
| Év        | Csapat                 | JM  | KM  | JP/M | MG%  | 3P%  | BD%  | LP/M | GP/M | L/M | B/M | P/M  |
| --------- | ---------------------- | --- | --- | ---- | ---- | ---- | ---- | ---- | ---- | --- | --- | ---- |
| 2020–2021 | Minnesota Timberwolves | 63  | 27  | 24,0 | .447 | .364 | .600 | 3,7  | 1,1  | 0,6 | 1,0 | 6,8  |
| 2021–2022 | Minnesota Timberwolves | 70  | 31  | 25,8 | .460 | .317 | .803 | 4,2  | 1,1  | 0,7 | 0,8 | 9,2  |
| 2022–2023 | Minnesota Timberwolves | 79  | 79  | 30,6 | .517 | .398 | .736 | 3,9  | 1,9  | 0,9 | 1,0 | 12,1 |
| 2023–2024 | Minnesota Timberwolves | 72  | 71  | 29,2 | .489 | .337 | .722 | 3,1  | 1,4  | 0,9 | 0,6 | 10,5 |
| 2024–2025 | Minnesota Timberwolves | 82* | 82* | 31,9 | .477 | .330 | .813 | 5,7  | 2,0  | 1,3 | 0,9 | 12,2 |
| Karrier   | Karrier                | 366 | 290 | 28,5 | .482 | .348 | .752 | 4,2  | 1,5  | 0,9 | 0,8 | 10,3 |

#### Play-in
| Év      | Csapat                 | JM | KM | JP/M | MG%  | 3P%  | BD%  | LP/M | GP/M | L/M | B/M | P/M |
| ------- | ---------------------- | -- | -- | ---- | ---- | ---- | ---- | ---- | ---- | --- | --- | --- |
| 2022    | Minnesota Timberwolves | 1  | 0  | 22,5 | .333 | .500 | .500 | 3,0  | 1,0  | 1,0 | 0   | 6,0 |
| Karrier | Karrier                | 1  | 0  | 22,5 | .333 | .500 | .500 | 3,0  | 1,0  | 1,0 | 0   | 6,0 |

#### Rájátszás
| Év      | Csapat                 | JM | KM | JP/M | MG%  | 3P%  | BD%  | LP/M | GP/M | L/M | B/M | P/M  |
| ------- | ---------------------- | -- | -- | ---- | ---- | ---- | ---- | ---- | ---- | --- | --- | ---- |
| 2022    | Minnesota Timberwolves | 6  | 0  | 21,7 | .529 | .500 | .833 | 2,8  | 0,7  | 0,3 | 1,8 | 9,3  |
| 2024    | Minnesota Timberwolves | 16 | 16 | 33,6 | .514 | .429 | .771 | 3,8  | 1,1  | 0,9 | 1,1 | 12,2 |
| Karrier | Karrier                | 22 | 16 | 30,3 | .517 | .447 | .771 | 3,5  | 1,0  | 0,7 | 1,3 | 11,4 |